# Turnovichtys magnus
Turnovichtys magnus („Veliká ryba z Turnova“) byl druh primitivního žraloka z nadčeledi Ctenacanthoidea žijícího na území dnešní České republiky v období konce karbonu (mladší prvohory, asi před 300 miliony let). Holotyp se skládá z fragmentu velkého hřbetního ostnu a pochází z obce Krsmol z podkrkonošské pánve. Nález je uložen v Muzeu Českého ráje v Turnově, po kterém je i pojmenován.

## Popis
Jediná známá fosilie je tvořena fragmentem izolovaného hřbetního ostnu dlouhého 19 cm a širokého až 7,5 cm. To vypovídá o délce těla asi 2,5 metru a jedná se tak o jednoho z největších živočichů žijících v této době na našem území. Příbuzný rod Ctenacanthus přitom dosahoval délky až 4,2 metru. Žralok byl masožravý a živil se sladkovodními rybami a obojživelníky žijícími v jezeře.

## Historie nálezu
Nález pochází ze sbírky pana M. Krámského, hajného v obci Krsmol. Původní lokalitou byl výchoz obnažený při těžbě uhlí a bituminózní břidlice nedaleko Krsmolu na konci 19. století. Během let se dostal do sbírky Muzea Českého ráje v Turnově, kde byl zapomenut. Při zpracování permo-karbonské fauny v roce 2001 byl nález znovu objeven a popsán paleontologem Stanislavem Štambergem. Dostal jméno po městě Turnov, které tuto fosilii tak dlouho skrývalo a podle neobvyklé velikosti zkameněliny.